# Euhymenium

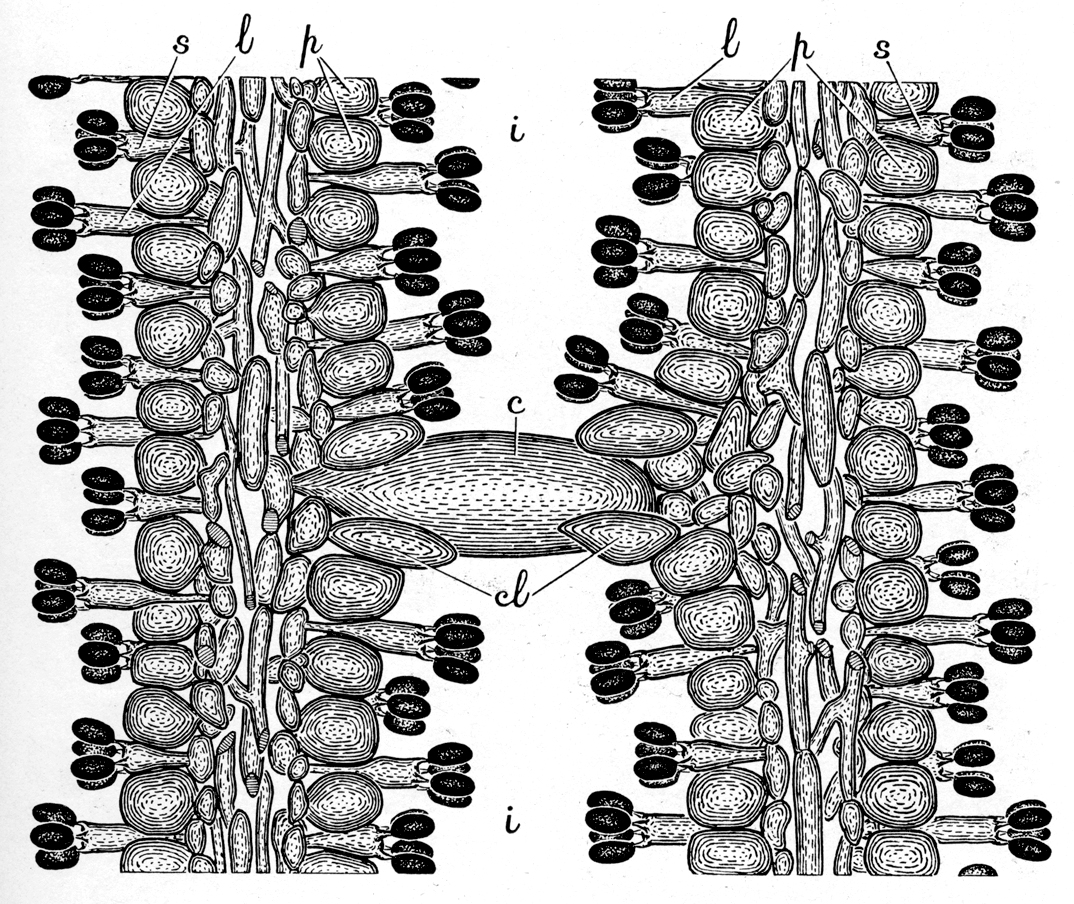
Euhymenium u czernidłówki srokatej

Euhymenium (łac. euhymenium) – rodzaj hymenium u niektórych grzybów z typu podstawczaków. Jest to typowe hymenium. Podstawki wraz z niedojrzałymi podstawkami (bazydiolami) i innymi elementami (cystydami i cystydiolami) tworzą w nim zwartą palisadę i wytwarzane są w miarę regularnie. Przeciwieństwem jest katahymenium, w którym podstawki wytwarzane są tylko w okresach dużej wilgotności powietrza, wskutek czego nie tworzą regularnej palisady.
W euhymenium podstawki są jednym z pierwszych powstających elementów.